# Lemmiscus curtatus
Lemmiscus curtatus (Cope, 1868) è un roditore della famiglia dei Cricetidi, unica specie del genere Lemmiscus (Thomas, 1912), diffuso nell'America settentrionale.

## Descrizione

### Dimensioni
Roditore di piccole dimensioni, con la lunghezza della testa e del corpo tra 82 e 113 mm, la lunghezza della coda tra 17 e 32 mm, la lunghezza del piede tra 15 e 19 mm, la lunghezza delle orecchie tra 7 e 12 mm e un peso fino a 35 g.

### Caratteristiche craniche e dentarie
Il cranio è appiattito dorsalmente, le bolle timpaniche sono grandi. I molari sono a crescita continua.
Sono caratterizzati dalla seguente formula dentaria:

### Aspetto
Il corpo è simile a quello di un lemming. La pelliccia è lunga, densa e lucida. Produce due mute annuali, il pelo estivo è leggermente più scuro di quello invernale. Le parti dorsali variano dal grigio-giallastro chiaro al grigio cenere, i fianchi sono più chiari mentre le parti inferiori variano dal biancastro al giallo-brunastro. Le orecchie sono corte e rivestite di piccoli peli grigio chiari. La coda è corta, circa quanto il piede ed è indistintamente scura sopra e più chiara sotto. Le piante sono densamente ricoperte di peli e provviste di 5 cuscinetti. Le femmine hanno 4 paia di mammelle. Il cariotipo è 2n=54 FN=58.

## Biologia

### Comportamento
È una specie terricola, essenzialmente attiva tutto il giorno, in ogni periodo dell'anno. Le attività principali si concentrano da 2-3 ore prima dell'alba fino a 2-3 dopo il buio totale. Costruisce sistemi di cunicoli e tane con 8-30 entrate, situati normalmente sotto i cespugli.

### Alimentazione
Si nutre di parti vegetali.

### Riproduzione
Si riproduce in qualsiasi periodo dell'anno, eccetto settembre, fino a sei volte. Danno alla luce 2-13 piccoli alla volta dopo una gestazione di 25 giorni.

## Distribuzione e habitat
Questa specie è diffusa negli Stati Uniti d'America occidentali e nei territori adiacenti del Canada.
Vive in zone con vegetazione di Artemisia da 305 a 3.780 di altitudine.

## Tassonomia
Sono state riconosciute 6 sottospecie:
- L.c.curtatus: California centro-orientale, Nevada meridionale, Utah sud-occidentale;
- L.c.intermedius (Taylor, 1911): California nord-orientale, Nevada settentrionale e centrale, Utah occidentale;
- L.c.levidensis (Goldman, 1941): Idaho meridionale ed orientale, Montana sud-occidentale, Wyoming, Utah nord-orientale, Colorado settentrionale,
- L.c.orbitus (Dearden & Lee, 1955): Utah centrale;
- L.c.pallidus (Merriam, 1888): Montana centrale ed orientale, Dakota del Nord occidentale, Dakota del Sud nord-occidentale, Alberta e Saskatchewan meridionali;
- L.c.pauperrimus (Cooper, 1868): Washington ed Oregon centrali.